# Gobernador general de Belice
El gobernador general de Belice es el representante del rey Carlos III en Belice. Actualmente el cargo es ejercido por Froyla Tzalam, quien asumió el cargo en 2021. El gobernador general de Belice debe ser nacido en ese país y es nombrado por el monarca británico en calidad de monarca de Belice. Se mantiene en el cargo hasta que cese la confianza del rey según la Constitución.

## Lista de gobernadores generales de Belice
Desde su independencia, en 1981, Belice ha tenido tres gobernadores generales:
| Nombre (Fecha de Nacimiento-Muerte) | Desde                    | Hasta                   |
| ----------------------------------- | ------------------------ | ----------------------- |
| Elmira Minita Gordon (1930-2021)    | 21 de septiembre de 1981 | 17 de noviembre de 1993 |
| Sir Colville Young (1932-)          | 17 de noviembre de 1993  | 30 de abril de 2021     |
| Froyla Tzalam                       | 27 de mayo de 2021       | En el cargo             |